# Le Centaure (André Abbal)
Pour les articles homonymes, voir Centaure (homonymie).

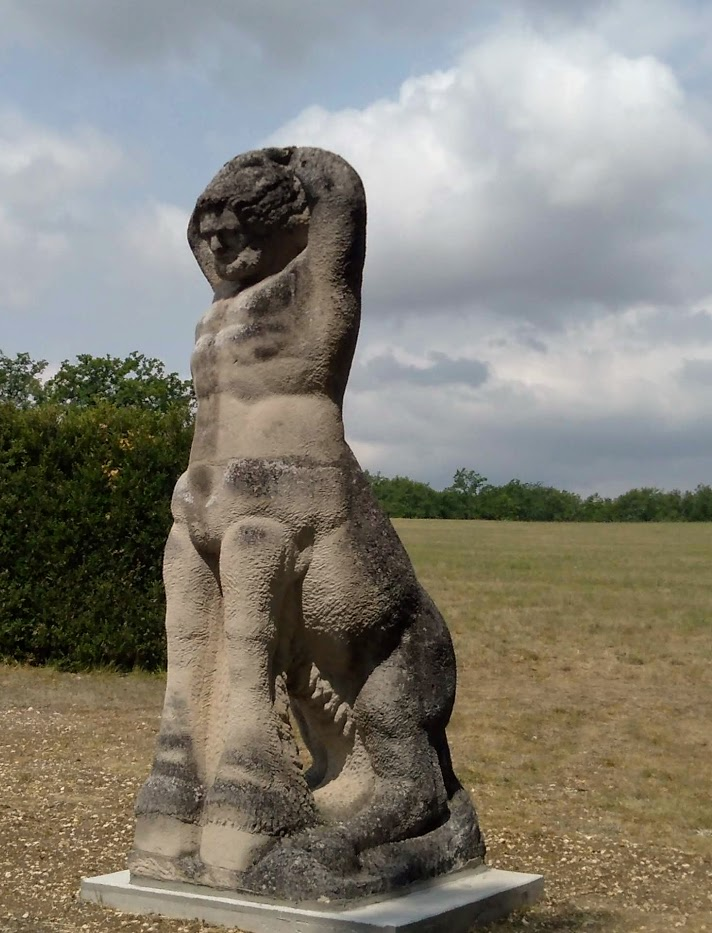
Le Centaure d'Abbal dans le parc du château-musée du Cayla

Le Centaure est une œuvre de l'artiste français André Abbal (1876-1953). 
Il s'agit d'une sculpture en pierre représentant un centaure, conçue en 1943 et installée à Andillac, dans le département du Tarn. Elle se trouve dans le parc de la maison natale de Maurice de Guérin (1810-1839) dont le poème en prose homonyme a inspiré l’œuvre sculptée.

## Description
L'œuvre est une sculpture monumentale en pierre, de près de 5 mètres de haut. Elle est constituée de deux blocs de pierre superposés, travaillés en taille directe (sculpture sans passer par l’étape du modelage). Elle représente un centaure, une créature mythique à corps de cheval et buste d'homme. Le Centaure d’Abbal présente une silhouette massive ; il est assis sur sa croupe tandis que ses membres antérieurs sont en extension, soutenant son buste humanoïde, dressé verticalement ; ses deux bras sont arrondis au-dessus de sa tête inclinée, dans une posture méditative. Le centaure représenté est « Chiron. C’est le centaure sage, amateur de musique, connaissant la médecine, la chasse et les prophéties », le maître d’Achille et d’Héraclès.

## Genèse de l'œuvre
Selon sa fille, A.-M. Abbal, le sculpteur aurait découvert « très jeune » le poème de Maurice de Guérin dans la bibliothèque familiale et en serait resté impressionné. 
« Sur près d’un demi-siècle, le thème du centaure absorba l’imagination d’André Abbal et des dizaines de dessins, d’aquarelles et d’esquisses aboutirent à [l’]œuvre ».
Marcel Marchandeau, dit Touny-Lerys (1881-1976), magistrat et poète, originaire de Gaillac, reçoit l’artiste André Abbal en 1938 et les deux hommes évoquent leur commune fascination pour Le Centaure de Maurice de Guérin. (Selon le souvenir de la fille de l’artiste, rapporté par B. de Vivies). Touny-Lerys use ensuite de l’influence de son frère Paul Marchandeau, homme politique, député et plusieurs fois ministre entre 1926 et 1943, pour obtenir que l’État adresse une commande au sculpteur. C’est chose faite en 1939 : le sculpteur André Abbal reçoit de l’État français la commande d’une statue monumentale en hommage au poète Maurice de Guérin dont le poème en prose Le Centaure fournit le motif.

## Installations de l'œuvre
L’œuvre, propriété de l’État, était  initialement destinée à être installée au Parc de Foucaud de Gaillac, à quelques kilomètres du domaine paternel de Maurice de Guérin. Le 1er avril 1945, la mairie de Gaillac vote en faveur de l’acceptation du don et en informe le secrétaire d’État aux Beaux Arts. Mais arguant du coût excessif de l’enlèvement et du déplacement de la statue en ces temps de restrictions budgétaires (au lendemain de la guerre), la ville de Gaillac décline l’offre de dépôt de l’œuvre quelques semaines plus tard. 
En 1952, c’est finalement la mairie d’Albi qui accepte le Centaure d’Abbal et l’installe un peu à l’écart du centre ville, au bout de l’avenue de Tassigny. La statue demeure soixante ans dans le paisible petit square Rhin et Danube, entourée de fleurs et de cyprès. Au fil des ans, le site change de physionomie (alors que la population d’Albi augmente de 50%) et le Centaure se retrouve peu à peu cerné par un flux de circulation automobile de plus en plus intense .
En 2014, le projet de l’association des Amis des Guérin de transférer la statue au Cayla, commune d’Andillac, dans le parc de la maison natale du poète Maurice de Guérin, est reçu favorablement par la mairie d’Albi. C’est finalement à l’été 2019 (le 12 juillet) que la statue d’Abbal rejoint son emplacement actuel.